# Willoughby Gray
Willoughby Gray (5 de noviembre de 1916 – 13 de febrero de 1993) fue un actor inglés de cine, teatro y televisión, nacido en Londres.
Su padre, el capitán John Gray, había sido muerto en Irak cerca del tiempo de su nacimiento. John Willoughby Gray sirvió con distinción durante la Segunda Guerra Mundial. Durante la mayor parte de la campaña en Europa mandó una patrulla con 11 División Blindada. Por sus servicios distinguidos y galantes en la campaña del norte de Europa, fue nombrado Miembro de la Orden del Imperio Británico.
Alcanzó popularidad en los años cincuenta después de 38 apariciones en la serie de televisión The Adventures of Robin Hood. Actuó como 'Pete' en The Birthday Party de Harold Pinter en su primer estreno en 1958, siendo una de las innumerables actuaciones que hizo. Aunque ensombrecidas por su carrera de teatro Gray hizo un número de películas muy populares, en particular La momia (1959), como un sacerdote en la película de Laurence Olivier Ricardo III, la película de James Bond A View to a Kill (1985) como el retirado médico nazi y esbirro del villano Max Zorin (Christopher Walken) Karl Mortner/Hans Glaub, y como el rey anciano y amable en The Princess Bride (1987).
En la década de 1980, apareció en el drama de la BBC Howards' Way como el banquero Sir John Stevens.
En la película de 1970 Waterloo de Sergéi Bondarchuk, se le acredita como actor (Capitán Ramsey) y como asesor militar.
Gray murió de cáncer a la edad de 76 años el 13 de febrero de 1993. Su esposa, Felicity Gray, era una coreógrafa, oradora y escritora de ballet que en particular enseñó a Gene Tierney a bailar ballet para su papel en Never Let Me Go.